# Hermann Mathias Görgen
Hermann Mathias Görgen (* 23. Dezember 1908 in Wallerfangen/Saar; † 3. Mai 1994 in Bonn) war ein deutscher Judenretter und Politiker (CVP, CSU-Saar).

## Leben und Beruf
Görgen war Katholik. Er bestand 1928 das Abitur auf dem Gymnasium in Saarlouis. Anschließend studierte er Theologie, Philosophie, Pädagogik, Geschichte und Kirchenrecht an der Universität Bonn, wo er 1933 zum Dr. phil. promoviert wurde. Bis 1934 war er dort Assistent von Friedrich Wilhelm Foerster. 1934 floh er in das Saargebiet und gehörte dort zum katholisch-konservativen Widerstandskreis um Johannes Hoffmann. Nach der Saarabstimmung floh Görgen nach Österreich. Von 1935 bis 1938 war er ordentlicher Assistent an Virgil Redlichs Institut für deutsche Geistesgeschichte in Salzburg, wo er 1938 zum ordentlichen Professor an der Philosophischen Fakultät der geplanten katholischen Universität berufen wurde. 1935 lernte er seine spätere langjährige Mitarbeiterin Dora Schindel kennen. 1935 bis 1938 veröffentlichte er Artikel in der katholischen Zeitung Der Christliche Ständestaat (Wien) und wurde zum Vertreter einer christlich-österreichischen Geschichtsauffassung, die er groß- und gesamtdeutschen Geschichtsbildern im österreichischen Ständestaat gegenüberstellte. Die Universität Bonn hat ihm der NS-Zeit den Doktortitel aberkannt, welche erst 1998 durch Senatsbeschluss formal aufgehoben wurde.
Noch vor Dienstantritt floh Görgen wegen des „Anschlusses“ Österreichs an Deutschland zunächst nach Prag, wo er als Gastdozent tätig war und weiter nach Zürich, wo er erneut Assistent Foersters wurde. In Zürich besorgte Görgen für 48 Personen, darunter Juden und Regimegegner (u. a. Johannes Hoffmann und Walter Kreiser) tschechoslowakische Pässe und nahm Verhandlungen mit neun Ländern über die Aufnahme der Gruppe auf. 1941 floh er über Frankreich, Spanien und Portugal nach Brasilien, wo er von 1942 bis 1950 als Privatdozent und in der Industrie tätig war. Von 1950 bis 1954 erhielt Görgen einen Lehrauftrag an einem privatwirtschaftlichen Institut in Juiz de Fora (Vorläufer der 1960 gegründeten Universidade Federal de Juiz de Fora).
Görgen kehrte im Jahr 1954 ins Saarland zurück, das damals ein autonomes Land unter französischem Protektorat und kein Teil der Bundesrepublik Deutschland war. Er wurde durch Vermittlung von Ministerpräsident Johannes Hoffmann im Jahr 1955 Generaldirektor des Saarländischen Rundfunks. Nachdem das von Görgen befürwortete Saarstatut in einer Volksabstimmung am 23. Oktober 1955 mit Zweidrittelmehrheit abgelehnt worden war und infolgedessen auch die bisherige saarländische Landesregierung unter Johannes Hoffmann noch in der Abstimmungsnacht zurücktrat, musste er das Amt noch im selben Jahr wieder aufgeben.
Nach dem Beitritt des Saarlands zur Bundesrepublik 1957 wurde Görgen parallel zu seinem Mandat als Bundestagsabgeordneter (1957–61) Beauftragter des Presse- und Informationsamtes der Bundesregierung für Sonderaufgaben in Lateinamerika (bis 1973) und zwei Jahre später im Jahr 1959 Sonderbeauftragter von Bundeskanzler Konrad Adenauer für Brasilien.
Als Dank gegenüber seinem damaligen Exilland gründete er zunächst 1960 die Deutsch-Brasilianische Gesellschaft für den Kulturaustausch zwischen beiden Ländern und ein Jahr später das Lateinamerika-Zentrum als Organisation der Entwicklungszusammenarbeit. Maßgeblich beteiligt war Görgen auch an der Gründung des katholischen Hilfswerks Adveniat.
Görgen war ab 1961 Mitglied der Katholischen Burschenschaft KDB Rheno-Guestphalia zu Bonn im RKDB, wo er sich bis zu seinem Tode aktiv um Förderung und Unterstützung der Studenten hervortat. Zudem war er Mitglied der KÖL Austria Salzburg.

## Partei
Nach seiner Rückkehr in das Saarland wurde Görgen Mitglied der CVP. Als sich die CVP vor der Bundestagswahl 1957 als Saarländischer Landesverband der CSU konstituierte, wurde auch er CSU-Mitglied und deren stellvertretender Landesvorsitzender im Saarland.

## Abgeordneter
Görgen gehörte von 1957 bis 1961 dem Deutschen Bundestag an. Er wurde über die Landesliste der CSU im Saarland gewählt.
Görgen setzte sich im Ausschuss für Wiedergutmachung des Bundestages für die Völkerverständigung ein.

## Ehrungen
- 1969: Großes Verdienstkreuz der Bundesrepublik Deutschland
- 1990: Stern zum Großen Verdienstkreuz
- 1989: Saarländischer Verdienstorden[6]
- Komtur des Ordens vom Kreuz des Südens
- Großoffizier des Ordens für Verdienste um die Erziehung
- Ehrenbürger von Rio de Janeiro
- Ehrenbürger von Sao Paulo

## Veröffentlichungen
- F. W. Foersters Leben und wissenschaftliche Entwicklung bis zum Jahre 1904. Zürich 1933.
- Österreich und die Reichsidee. Wien 1938.
- Die österreichische Frage – historisch gesehen. Zürich 1938.
- Tschiangkaischeck. Chinas Kampf. Luzern 1940.
- Ein Leben gegen Hitler. Geschichte und Rettung der „Gruppe Görgen“. Autobiographische Skizzen. Lit-Verlag, 1997, ISBN 3-8258-3457-3.
- 500 Jahre Lateinamerika: Licht und Schatten. Lit-Verlag, 1993, ISBN 3-89473-484-1
- Brasilien: eine länderkundliche Skizze. Tellus-Verlag, 1970